# Dingolfing-Landau
Dingolfing-Landau là một huyện ở bang Bayern, Đức. Huyện này giáp các huyện (từ phía bắc theo chiều kim đồng hồ): Straubing-Bogen, Deggendorf, Rottal-Inn và Landshut.

## Lịch sử
Huyện đã được lập năm 1972 thông qua việc sáp nhập các huyện cũ Dingolfing và Landau (Isar). Tên gốc là Untere Isar ("Hạ Isar"), nhưng năm 1973 đã được đổi tên như ngày nay.

## Thị xã và đô thị
| Thị xã                              | Đô thị                                                                              |                                                                                                  |
| ----------------------------------- | ----------------------------------------------------------------------------------- | ------------------------------------------------------------------------------------------------ |
| 1. Dingolfing 2. Landau an der Isar | 1. Eichendorf 2. Frontenhausen 3. Gottfrieding 4. Loiching 5. Mamming 6. Marklkofen | 1. Mengkofen 2. Moosthenning 3. Niederviehbach 4. Pilsting 5. Reisbach 6. Simbach 7. Wallersdorf |